# Terence Curtin
Terence Robert Curtin (* 20. Juli 1945 in Cremorne, Bundesstaat Victoria, Australien) ist ein australischer Geistlicher und Weihbischof in Melbourne.

## Leben
Terence Curtin empfing am 28. August 1971 das Sakrament der Priesterweihe für das Erzbistum Melbourne.
Am 7. November 2014 ernannte ihn Papst Franziskus zum Titularbischof von Cabarsussi und bestellte ihn zum Weihbischof in Melbourne.  Die Bischofsweihe spendete ihm und dem mit ihm zum Weihbischof ernannten Mark Edwards der Erzbischof von Melbourne, Denis Hart, am 17. Dezember desselben Jahres; Mitkonsekratoren waren der frühere Apostolische Nuntius in Australien, Kurienerzbischof Paul Gallagher, und der Erzbischof von Brisbane, Mark Coleridge.